# Neißemünde
Neißemünde est une commune d'Allemagne, dans l'arrondissement d'Oder-Spree, Land du Brandebourg.

## Géographie

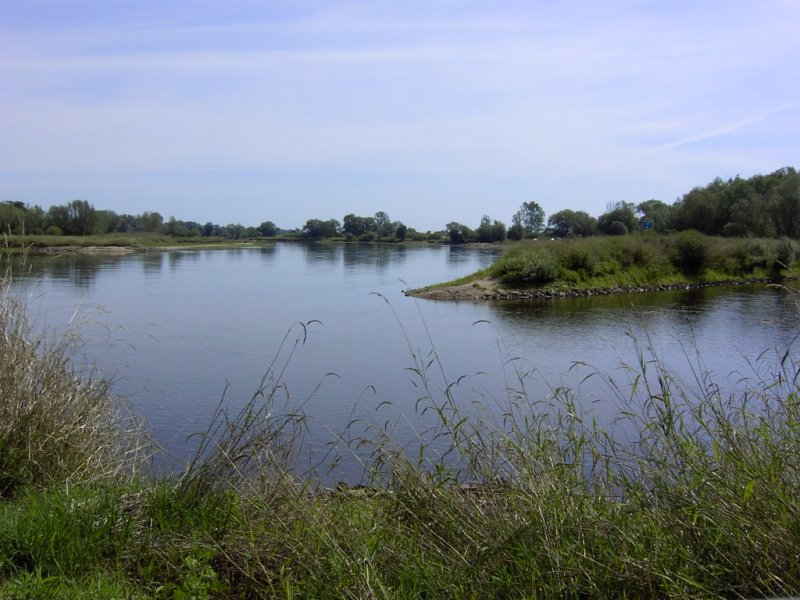
La jonction de l'Oder et de la Neisse

La Neisse se jette dans l'Oder à Ratzdorf. Les deux rivières forment depuis 1945 la frontière entre l'Allemagne et la Pologne.
La commune regroupe les quartiers de Breslack, Coschen, Ratzdorf et Wellmitz.

## Histoire
La commune est née du regroupement de ces quatre quartiers le 31 décembre 2001.

## Démographie
| 1875 | 2 719 |
| 1890 | 2 691 |
| 1910 | 2 459 |
| 1925 | 2 515 |
| 1933 | 2 570 |
| 1939 | 2 474 |
| 1946 | 3 555 |
| 1950 | 3 644 |
| 1964 | 2 842 |
| 1971 | 2 569 |

| 1981 | 2 046 |
| 1985 | 2 007 |
| 1989 | 1 918 |
| 1990 | 1 874 |
| 1991 | 1 842 |
| 1992 | 1 817 |
| 1993 | 1 811 |
| 1994 | 1 809 |
| 1995 | 1 843 |
| 1996 | 1 854 |

| 1997 | 1 909 |
| 1998 | 1 925 |
| 1999 | 1 896 |
| 2000 | 1 917 |
| 2001 | 1 903 |
| 2002 | 1 912 |
| 2003 | 1 890 |
| 2004 | 1 880 |
| 2005 | 1 884 |
| 2006 | 1 868 |

| 2007 | 1 840 |
| 2008 | 1 807 |
| 2009 | 1 795 |
| 2010 | 1 761 |
| 2011 | 1 747 |
| 2012 | 1 728 |

Les sources de données se trouvent en détail dans Wikimedia Commons.

## Infrastructures
Neißemünde se situe sur la Bundesstraße 112 entre Eisenhüttenstadt et Guben, ainsi que sur la Ligne Berlin-Wrocław entre Francfort-sur-l'Oder et Cottbus.

## Monuments

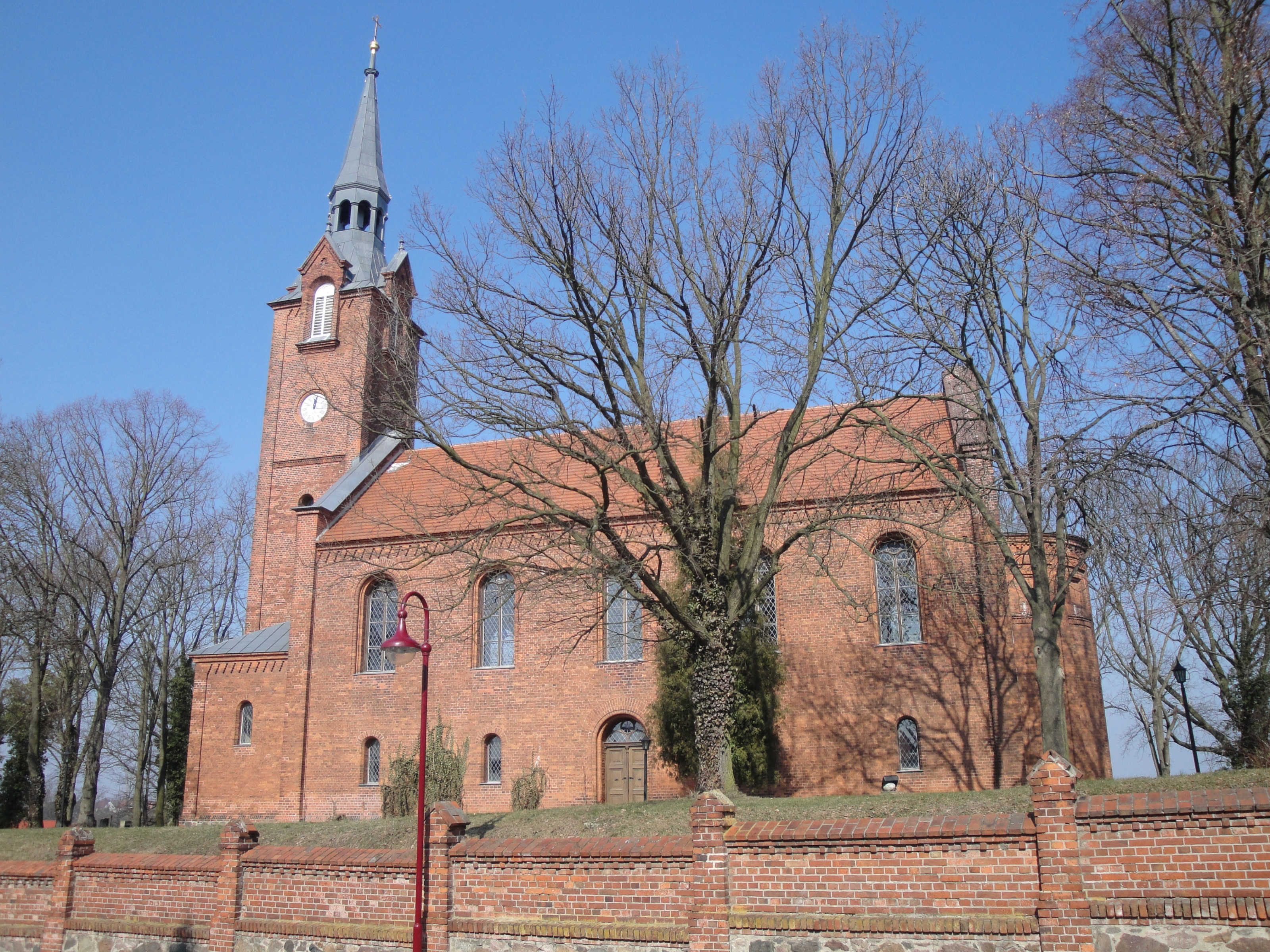
L'église de Wellmitz

Les principaux monuments sont l'église et les manoirs de Wellmitz.